# Afroguatteria
Afroguatteria es un género de plantas fanerógamas con dos especies perteneciente a la familia de las anonáceas. Son nativas del África central.

## Taxonomía
El género fue descrito por Raymond Boutique y publicado en Bulletin du Jardin Botanique de l'État à Bruxelles 21: 104, t. 2. 1951.  La especie tipo es: Afroguatteria bequaertii (De Wild.) Boutique

## Especies
- Afroguatteria bequaertii (De Wild.) Boutique
- Afroguatteria globosa Paiva